# Jonathan Cohen
Jonathan Raphael Cohen es un diplomático estadounidense que actualmente se desempeña como embajador en Egipto. Fue representante permanente adjunto de los Estados Unidos ante las Naciones Unidas, nombrado por el presidente Donald Trump a principios de 2018 y confirmado por unanimidad por el Senado el 24 de mayo de 2018. Anteriormente, se desempeñó como subsecretario de Estado adjunto para Asuntos Europeos y Eurasiáticos, desde agosto de 2016 hasta junio de 2018.
En enero de 2019 se hizo cargo de la misión estadounidense ante las Naciones Unidas de forma interina, tras la renuncia de Nikki Haley, y en espera de la aprobación del Senado de la nominación de Heather Nauert, que posteriormente fue rechaza por Nauert, siendo nominada Kelly Craft.

## Biografía
En 1986 ingresó al servicio exterior de los Estados Unidos. A lo largo de su carrera diplomática, se desempeñó como jefe de misión adjunto en la embajada estadounidense en Chipre, desde 2008 hasta 2011, ministro consejero para asuntos políticos en París entre 2011 y 2013, y como jefe de misión adjunto en la embajada estadounidense en Irak desde 2013 hasta 2016.
Fue ascendido a subsecretario de Estado Adjunto para Asuntos Europeos y Euroasiáticos en agosto de 2016, cubriendo asuntos de Chipre, Grecia y Turquía. Durante su mandato como Subsecretario Adjunto, se reunió con el patriarca de Constantinopla Bartolomé I, y argumentó ante la Comisión de Helsinki del Congreso estadounidense que el gobierno de Estados Unidos debería trabajar con Turquía para limitar la influencia iraní y rusa en la región.
El 13 de febrero de 2018, el presidente Donald Trump, nominó formalmente a Cohen como el representante permanente adjunto de los Estados Unidos ante las Naciones Unidas, sucediendo a Michele J. Sison. Fue confirmado por unanimidad por el Senado el 24 de mayo de 2018 y juró el 8 de junio de 2018.
El 11 de abril de 2019, el presidente Trump nominó a Cohen para ser embajador de los Estados Unidos en Egipto. El 1 de agosto de 2019, el Senado confirmó su nominación. Presentó sus cartas credenciales el 17 de noviembre de 2019.